# Vịnh Zubovskaya

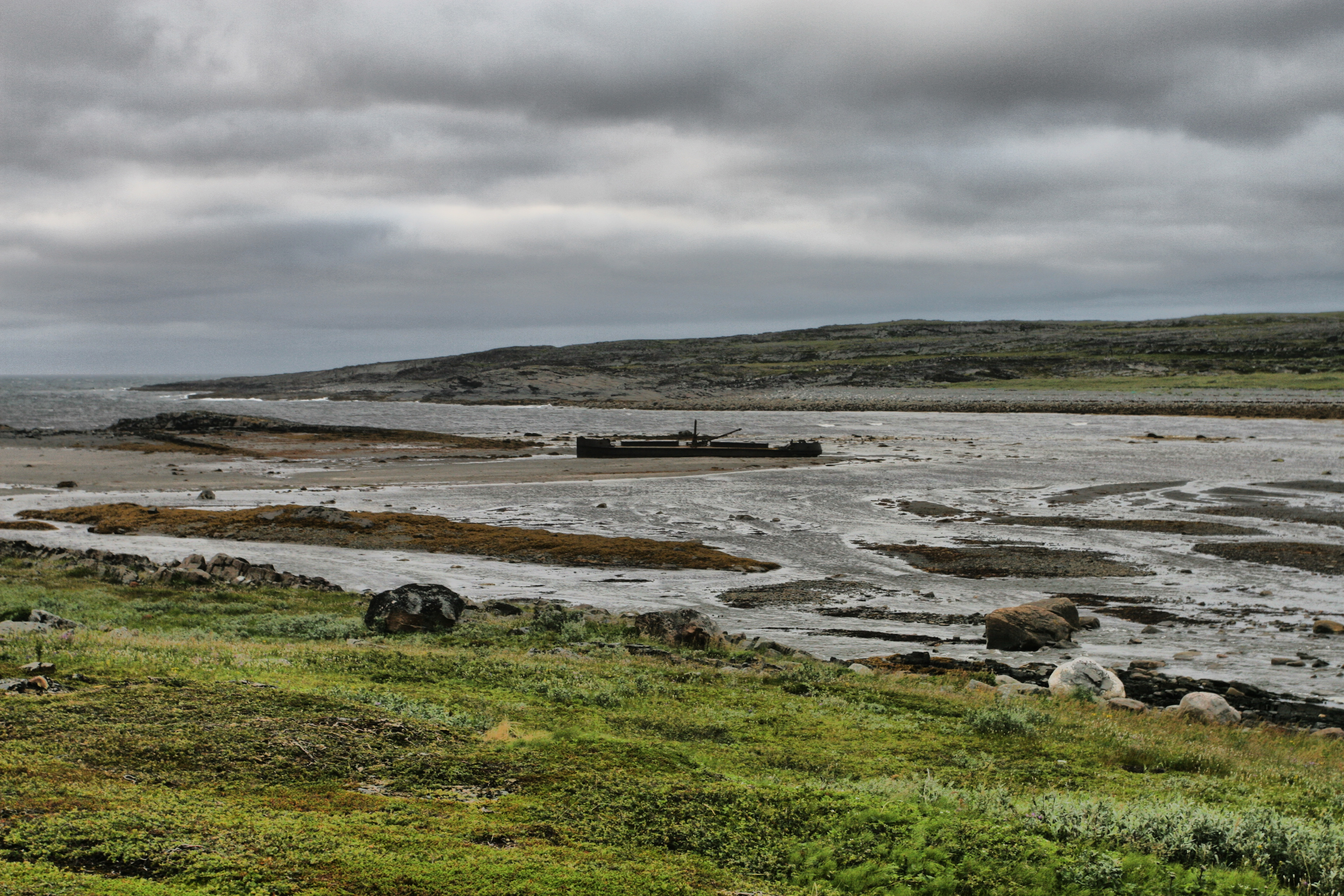
Vịnh Zubovskaya

Vịnh Zubovskaya (tiếng Nga: Зубовская губа) là một vịnh nằm trên bờ biển phía bắc của bán đảo Rybachy, và bờ biển phía đông bắc của bán đảo Kola, tỉnh Murmansk, Nga. Vịnh Zubovskaya nằm trong biển Barents và được đặt giống với tên của Zubovka, một ngôi làng không có người sinh sống.